# Island ved vinter-OL 2010
Island ved vinter-OL 2010. Der deltog fire atleter fra Island ved Vinter-OL 2010 i Vancouver i British Columbia i Canada, som blev afviklet fra den 12. til 28. februar 2010. Alle fire deltog i alpine discipliner.

## Medaljer
| 2012 London | Guld | Sølv | Bronze | Total |
| Island      | 0    | 0    | 0      | 0     |